# 広島県立白木高等学校
広島県立白木高等学校（ひろしまけんりつ しらきこうとうがっこう）は広島県広島市安佐北区白木町にある県立高校である。
なお当地は政令指定都市広島市の領域内であるが、中国山地の山間部にある比較的小規模の高校である。2012年3月をもって閉校した。

## 学科
- 全日制普通科

## 沿革
- 1927年 - 広島県高田中学院として開校
- 1948年 - 広島県高田高等学校に組織改編
- 1949年 - 広島県高南高等学校として開校（定時制、普通科、生活科、農業科）
- 1954年 - 広島県に移管
- 1961年 - 広島県白木高等学校と校名変更
- 1962年 - 全日制（商業科、家政科）を設置
- 1968年 - 広島県立白木高等学校と校名変更
- 1997年 - 商業科・家政科の募集を停止し普通科を設置、現在に至る
- 2009年 - 次年度以降の募集停止が決定
- 2012年 - 閉校、広島県立高陽高等学校へ統合

## 最寄り駅
- JR西日本芸備線志和口駅